# Токарево (Выборгский район)
Токарево (до 1948 — Каяла, фин. Kaijala) — посёлок в Советском городском поселении Выборгского района Ленинградской области.

## Название
20 сентября 1947 года исполком Роккальского сельсовета принял решение присвоить деревне Каяла наименование Слобода. Это решение позднее было одобрено постановлением общего собрания рабочих и служащих совхоза «Выборгский № 2», но комиссия по переименованию присвоила деревне название Высоцкая, с обоснованием: «в память Героя Советского Союза Высоцкого, погибшего смертью героя в районе о. Тронгсунд».
Однако, впоследствии название Высоцк было присвоено городу Уурас, а деревне Каяла выбрано новое название — Токарево, в честь Героя Советского Союза генерал-майора авиации Николая Александровича Токарева, погибшего в воздушном бою 31 января 1944 года близ Евпатории.
Переименование было закреплено указом Президиума ВС РСФСР от 1 октября 1948 года.

## История
Каяла была типичной земледельческой деревней. Площадь посевных угодий составляла около 1000 гектар. Почвы были глинистыми, на полях выращивали картофель, брюкву, капусту, репу, рожь, ячмень и пшеницу. У многих были большие сады, во всех хозяйствах держали домашний скот, молочную продукцию поставляли в соседние деревни, а также в фирму Валио. Дополнительный заработок приносили отхожие промыслы на целлюлозном заводе Хакмана и в порту Уурас. В деревне имелись две мельницы и лесопилка, несколько кузниц. В личном владении у жителей деревни было четыре легковых автомобиля.

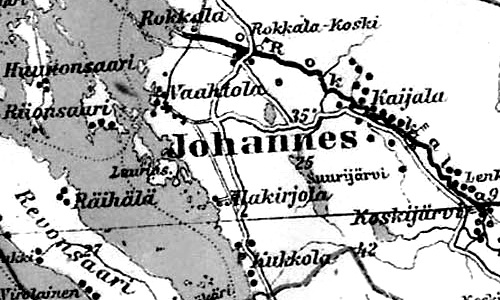
Деревня Каяла на финской карте 1923 года

До 1939 года деревня Каяла входила в состав волости Йоханнес Выборгской губернии Финляндской республики. Накануне советско-финляндской войны в деревне было 145 крестьянских дворов, где проживали 882 человека.
С 1 января 1940 года по 31 октября 1944 года — в составе Карело-Финской ССР.
С 1 августа 1941 года по 31 июля 1944 года — финская оккупация.
С 1 ноября 1944 года — в составе Роккалького сельсовета Выборгского района Ленинградской области.
В 1945 году на территории деревни разместилась сельхозартель, вскоре преобразованная в совхоз «Выборгский № 2».
С 1 октября 1948 года учитывается административными данными как деревня Токарево в составе Токаревского сельсовета Выборгского района.
В 1961 году население деревни Токарево составляло 384 человека.
Согласно данным 1966 и 1973 годов посёлок Токарево входил в состав Токаревского сельсовета, административным центром которого являлся посёлок Черничное.
В 1990 году посёлок Токарево являлся административным центром Токаревской волости, в которую входили 4 населённых пункта и проживали 1132 человека, в самом посёлке проживали 773 человека.
В 1997 году в посёлке Токарево Токаревской волости проживали 835 человек, в 2002 году — 809 человек (русские — 89 %), посёлок являлся административным центром волости.
В 2007 году в посёлке Токарево Советского ГП проживали 786 человек, в 2010 году — 790 человек.

## География
Посёлок расположен в западной части района на автодороге 41А-086 (Советский — автодорога (Молодёжное — Черкасово))
Расстояние до административного центра поселения — 5 км. 
Расстояние до ближайшей железнодорожной платформы Советский — 5 км. 
Через посёлок протекает река Гороховка.

## Демография
| 2007 | 2010 | 2017 | 2021 |
| ---- | ---- | ---- | ---- |
| 786  | ↗790 | ↘785 | ↘750 |

## Фото

Посёлок Токарево. 2015 год
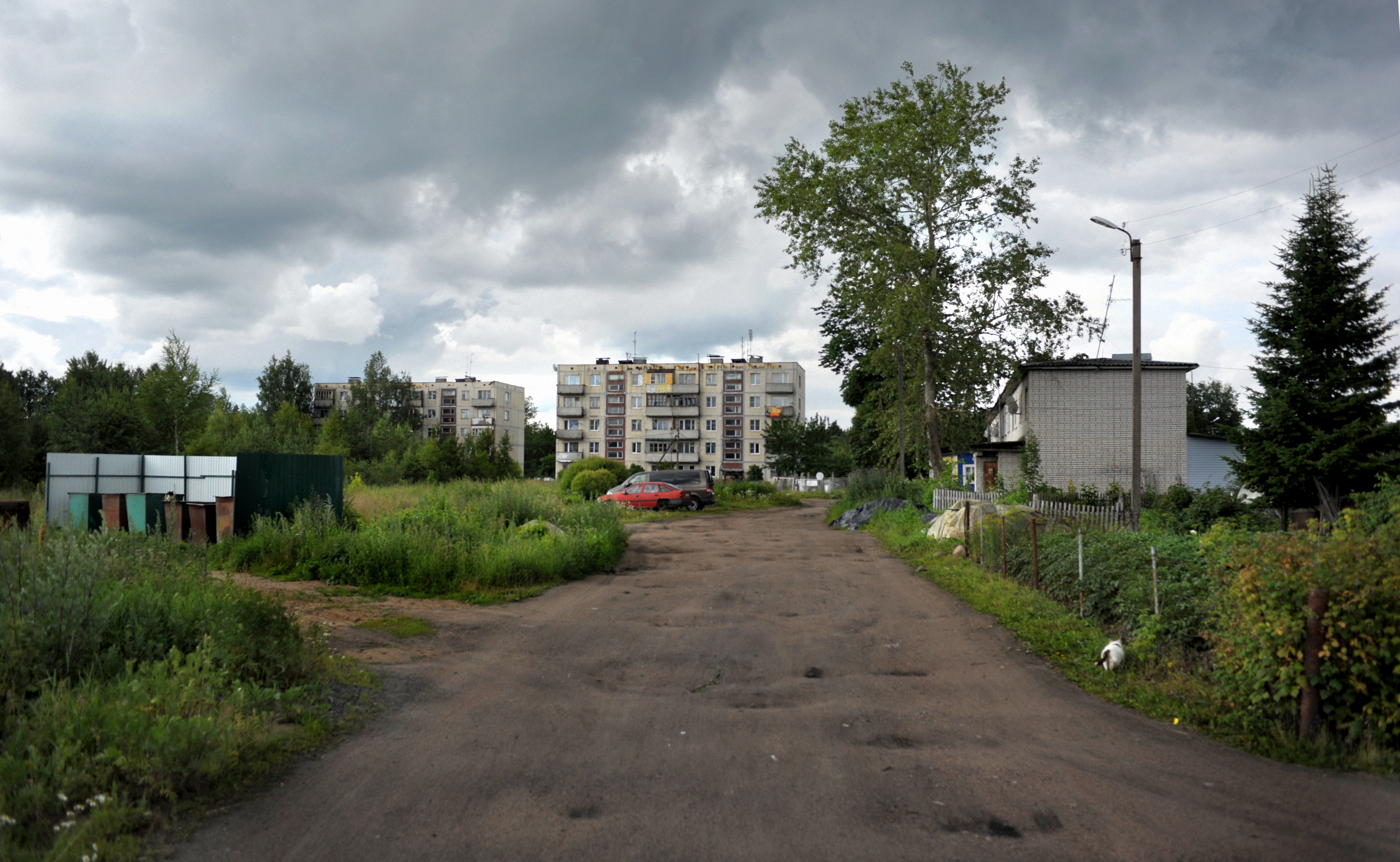
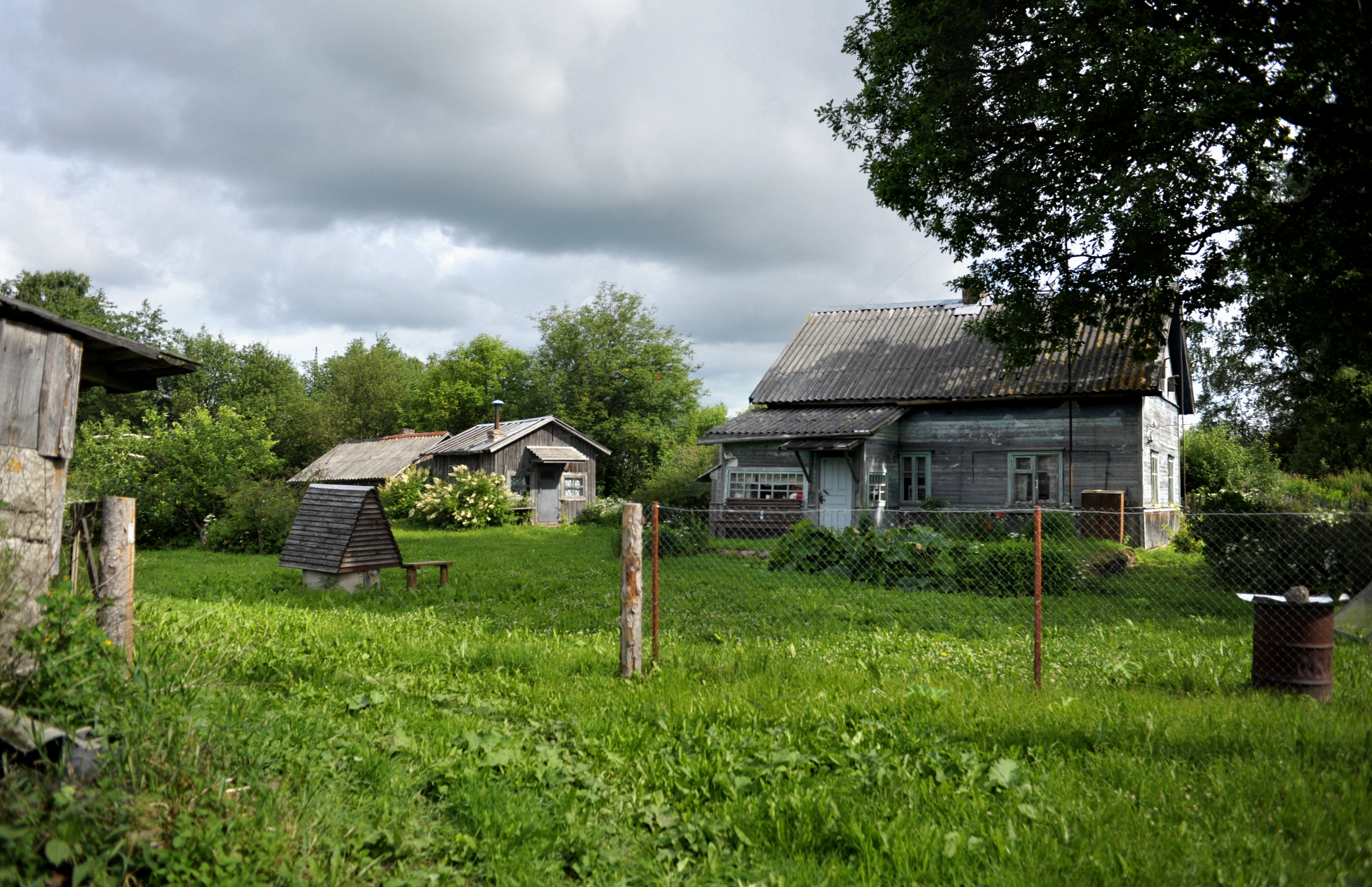

## Улицы
Василия Рункина, Грибная, Зелёная, Земляничная, Кипрейный проезд, Кленовая, Лесная, Луговая, Малиновая, Полевая, Речная, Садовая, Смородиновая, Советская, Хуторская.